# 벤 라이온

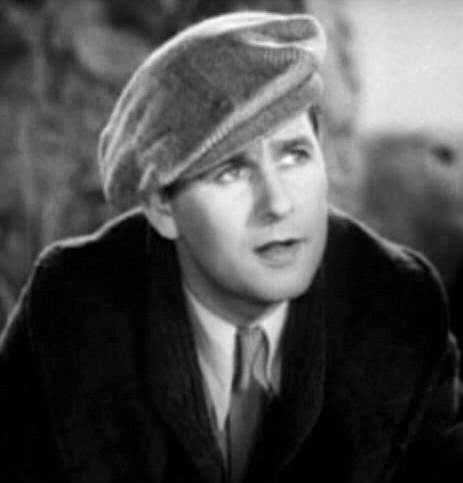

벤 라이온(Ben Lyon, 1901년 2월 6일 ~ 1979년 3월 22일)는 미국의 영화 프로듀서, 연극 배우, 영화배우, 텔레비전 배우, 배우이다.
애틀랜타에서 태어났으며 호놀룰루에서 사망하였다. 사인은 심근 경색이다. 할리우드 포에버 공동묘지에 매장되었다.

## 영화
- 아이 스파이 (1934년)
- 인디스크릿 (1931년)
- 핫 에어리스 (1931년)
- 허 매제스티, 러브 (1931년)
- 한 병사가 뭔가를 한다 (1930년)
- 지옥의 천사들 (1930년)